# Seahorse Seashell Party
Seahorse Seashell Party (titulado Fiesta de hongos en Hispanoamérica y Fiesta alucinógena en España) es el segundo episodio de la décima temporada de la serie animada Padre de familia. Fue estrenado el 2 de octubre de 2011 en los Estados Unidos por FOX. El episodio se centra principalmente alrededor de la familia Griffin, quienes se preparan para la llegada de un huracán. En su intento de pasar el tiempo, participan en numerosas actividades y juegos. Después de ser condenada por sus compañeros, Meg  se enfrenta a su familia. Mientras tanto, Brian consume hongos mágicos que le hacen a alucinar.
"Seahorse Seashell Party" es la segunda parte de una animada del triple crossover con The Cleveland Show y American Dad!. El episodio fue anunciado por primera vez por Seth MacFarlane en el 2010 en la San Diego Comic-Con International. Fue escrito por el Wellesley Wild y dirigido por Brian Iles. Originalmente fue programado para transmitirse el 1 de mayo de 2011, como el episodio décimo sexto de la novena temporada de Padre de familia, el episodio fue pospuesto en respuesta a una serie de tornados que azotó el sur de Estados Unidos.
El episodio fue criticado universalmente, que han criticado su humor y la trama principal. Se estima que 6.91 millones de televidentes sintonizaron el episodio en el momento de su emisión inicial, al mismo tiempo obteniendo una calificación de 3,5/8 en el grupo demográfico 18-49 de acuerdo a los datos proporcionados por Nielsen. el episodio contó con las actuaciones especiales de Ioan Gruffudd, Dee Bradley Baker, Debra Wilson, junto con varios otros actores de voz recurrentes de la serie.

## Referencias culturales

la cantautora Lady Gaga tuvo referencia en el episodio.

## Argumento
Cuando un huracán se acerca a Quahog, Rhode Island, la familia Griffin se prepara para su llegada. En su intento de pasar el tiempo, Brian decide utilizar los hongos mágicos, provocando la curiosidad de Stewie. Cuando los hongos comienzan a tener efecto sobre Brian, él comienza a tener alucinaciones y se corta la oreja, creyendo que detendría la Segunda Guerra Mundial. Stewie trata de ayudar a Brian permaneciendo a su lado y cuidando de él, pero las alucinaciones de Brian comienza a apoderarse de él y él mismo se percibe en un mundo terrible donde él está continuamente atacado por varios monstruos semejantes a los Griffin y Glenn Quagmire. Brian finalmente sale del trance en el efecto después de Stewie le lleva a abajo para beber un poco de agua.
El resto de la familia trata de pasar el tiempo jugando a varios juegos. Son incapaces de mantenerse entretenido y muestran su frustración en Meg. Después de haber soportado el abuso durante años, Meg se rebela con ellos, empezando por Chris por ser un hermano terrible para ella, reprendiéndolo por todo el trato de intimidación que le había dado en los últimos años. Cuando Lois intenta decirle a Meg que ella está tomando simplemente sus propios problemas sobre todos los demás, Meg trae el pasado de su madre y le dice que ella está lejos de ser la madre perfecta, señalando cómo ella ha descuidado de protegerla de daños y guiarla a través de la vida en encajando y siendo más como los demás. Meg también informa a Lois que cuando cumpla dieciocho años nunca querrá volver a verla.Mientras, Lois comienza a llorar y le pide a su hija perdón, admitiendo haber sido mala madre para Meg. Meg al final se enfrenta a Peter, quien, incapaz de comprender sus insultos, piensa que el argumento de su hija es divertido hasta que ella lo llama una "desperdicio de hombre". En unos momentos, Peter, Lois y Chris comienzan a criticarse el uno al otro. Peter huye a su cuarto a llorar, dejando a Meg y Brian para discutir lo que ha pasado. A pesar de Brian la felicita por hacer frente a su familia por sí misma, Meg llega a la conclusión de que su familia no puede sobrevivir sin un "pararrayos" para absorber su disfunción, y que el antagonismo de su perdurable de su familia ayuda a mantenerlos juntos. Ella decide entonces explicar que estaba tomando sus propios problemas contra todo el mundo.
Stewie entonces se despide diciéndole a la audiencia acerca de los peligros de las drogas. "Hola, Soy Stewie Griffin. El padre de familia de hoy fue un episodio muy especial sobre el uso de drogas, pero la verdad es que no es un asunto de risa, para aprender más sobre drogas visiten la biblioteca más cercana, de seguro el tipo que trabaja ahí vende drogas, buenas noches."

## Producción y desarrollo
"Hubo conversaciones inicialmente de hacer un crossover con todos los personajes de todos los espectáculos, pero se convirtió en un poco de un enigma porque tiene tres personales diferentes, cada uno de los cuales se utilizan para escribir tres diferentes conjuntos de caracteres. Esta idea de una fuerza exterior que se extiende a su manera a través de los tres shows parecía una manera fresca de lograr eso ".
Seth MacFarlane, en una entrevista conThe Hollywood Reporter

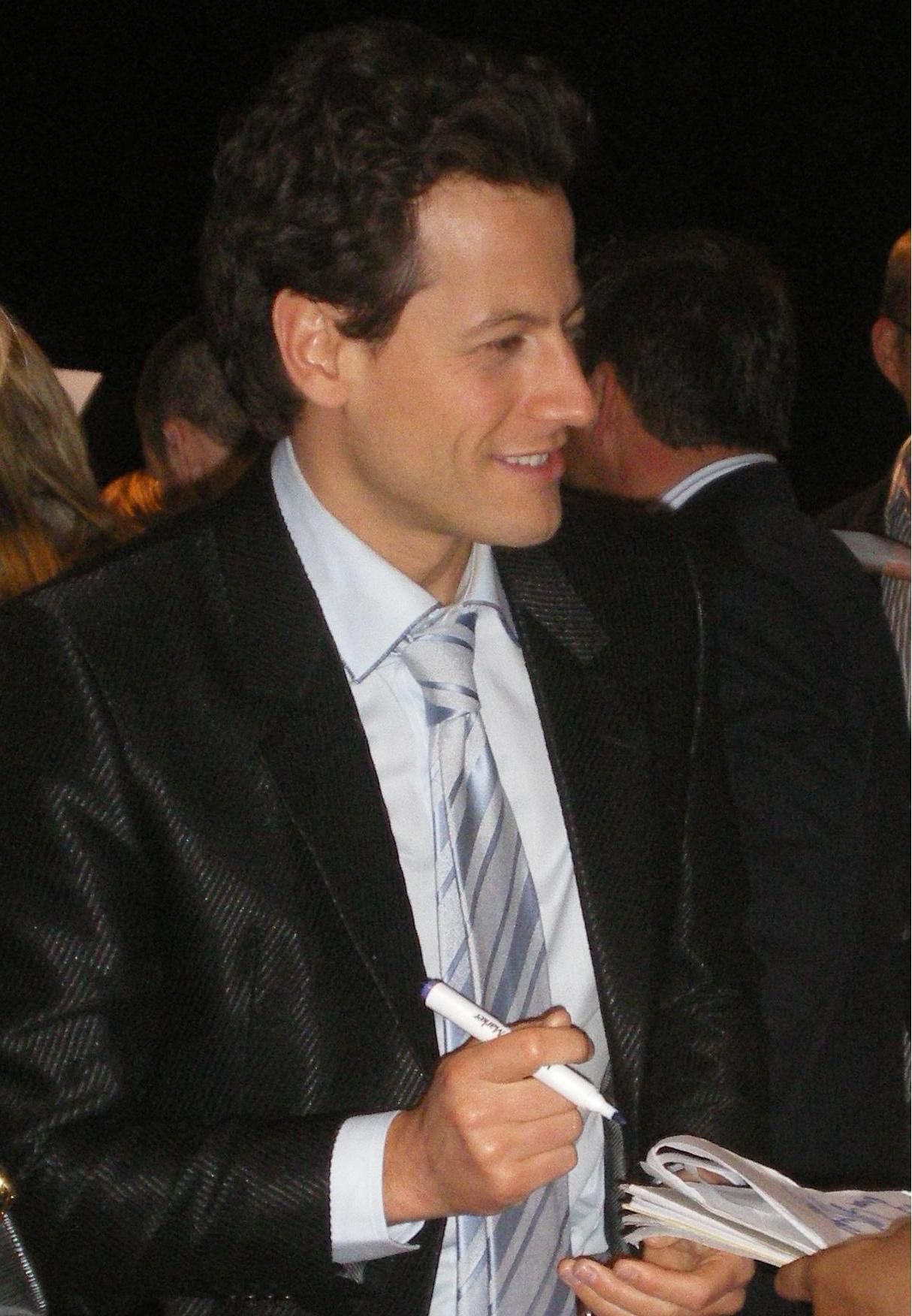
Ioan Gruffudd hizo una aparición especial en el episodio.

El episodio fue anunciado por primera vez por Seth MacFarlane en el 2010 en la San Diego Comic-Con International.  Kevin Reilly el presidente de FOX Company Broadcasting, originalmente se lanzó la idea de un Crossover entre padre de familia, American Dad! y The Cleveland Show, el cual fue inspirado en las noches temáticas de programas de comedia de la década de 1980. MacFarlane describió el evento del crossover ser un "enorme desafío" y un "compromiso sustancial", él optó por hacer una línea de la historia central, de manera que cada equipo de guionistas no tendría que escribir historias de personajes desconocidos. MacFarlane también estaba dispuesto a hacer otro acontecimiento de crossover si éste recibe una audiencia exitosa.
En abril de 2011, los ejecutivos de FOX anunciaron que el episodio sería transmitido el 1 de mayo de 2011. Sin embargo, fue aplazado debido a la serie de tornados que mataron a casi 300 personas en el sur de Estados Unidos. El episodio fue cambiado por "I Am the Walrus" en American Dad!, "Brian Writes a Bestseller" en Padre de familia, y "Ain't Nothin' But Mutton Bustin'" en The Cleveland Show. MacFarlane estuvo de acuerdo con las decisiones después de consultar con los ejecutivos de Fox, y la vocera de la empresa anunció más tarde que los episodios se emitirían la próxima temporada.
"Seahorse Seashell Party" fue escrito por Wellesley Wild y dirigido por Brian Iles. Contó con la participación especial de Ioan Gruffudd, Dee Bradley Baker, Colin Ford, y Debra Wilson. El episodio marco la primera aparición de Gruffudd desde el episodio de la octava temporada "The Splendid Source". Y la primera aparición de Wilson en la serie desde el episodio de la tercera temporada "And the Wiener Is...".